# Scheepswerf Hoogerwaard
Scheepswerf Hoogerwaard is een scheepswerf die sinds 1901 is gevestigd te Rotterdam. Na dertig jaar aan de Persoonshaven verhuisde de werf in 1930 naar de Waalhaven, waar het bedrijf nog steeds is gevestigd. De werf beschikt over een dwarshelling van 90 meter. Er wordt vooral reparatiewerk gedaan aan binnenvaartschepen.

## Geschiedenis
Scheepswerf Hoogerwaard is een van de oudste werven in Rotterdam. Ze werd in 1901 gesticht door Cornelis Hoogerwaard. In de jaren dertig van de 20e eeuw werd het bedrijf een naamloze vennootschap onder de noemer N.V. Scheepstimmerwerf C. Hoogerwaard, toen werd ook de huidige plek aan de Waalhaven in gebruik genomen. Er kwam een langshelling voor roeiboten en kleine vaartuigen en een dwarshelling met handbediende lieren. Deze werden in 1953 vervangen door elektrisch aangedreven lieren waardoor de werf voor grotere schepen toegankelijk werd en de snelheid van het hellen aanmerkelijk toenam.
In het jaar 1953 kwamen alle aandelen in handen van de familie Den Heeten die reeds de Scheepswerf en Machinefabriek G. den Heeten & Co in Leiden en Leidschendam bezat. De nv veranderde in een besloten vennootschap, maar de naam Hoogerwaard bleef behouden. 
In 1974 namen de broers Willem Jan en Gerard den Heeten de werf over van hun vader en in de jaren tachtig werd de reparatieafdeling van de werf Jonker en Stans ingelijfd. Eind jaren tachtig ging Willem Jan alleen verder met Scheepswerf Hoogerwaard. De huidige eigenaren, de broers Willem Jan jr. en Alwin, zijn de vierde generatie Den Heeten op de werf.